# Liste der historischen Dekanate des Bistums Eichstätt
In dieser Liste werden die historischen Dekanate des Bistums Eichstätt aufgelistet.
In den Abschnitten, die das 16. Jahrhundert beschreiben, werden sowohl katholische als auch evangelische Pfarreien und Benefizien gelistet. Die Zuordnung ist aufgrund der häufigen Konfessionswechsel schwierig.
Die Abschnitte 1835 listen die damaligen Dekanate auf.
Die Abschnitte 1840 richten sich nach dem Erlass vom 12. Dezember 1840. Hierin ordnete König Ludwig I. auf Antrag von Karl August von Reisach, Bischof von Eichstätt, die Dekanate neu.

## Dom und Stadtdekanat Eichstätt

### 16. Jahrhundert
1. Eichstätt
2. Landershofen
3. Pfünz
4. Rupertsbuch
5. Breit

### 1835
1. Domstift: Die Domkirche St. Willibald mit dem St. Willibald-Chor[1]
2. Oberstadtpfarrei zu St. Walburg[1]
3. Unterstadt- und Dompfarrei[1]
4. Spitalpfarrei[1]

### 1840
Alle Pfarreien lagen Stadt-Commissariat und gehörten zum Landgericht Eichstätt
1. Dom- und Unterstadt-Pfarreien
2. Oberstadtpfarrei St. Walburg
3. Spitalpfarrei

### 1940
1940 existierte ein Dekanat Eichstätt Stadt.

### 1950
- Dompfarrei mit Expositur Wasserzell
- Stadtpfarrei St. Walburg
- Stadtpfarrei zum Heiligen Geist[2]

## Dekanat Altdorf bey Nürnberg
Dekanat existierte im 16. Jahrhundert und im 20. Jahrhundert
1. Alfeld
2. Altdorf
3. Edelsfeld
4. Eschenbach
5. Eschenfelden
6. Eybach
7. Etzelwang
8. Ferrieden
9. Feucht
10. Fischbach
11. Förnbach
12. Fürnried
13. Gustenfelden
14. Happurg
15. Henfenfeld
16. Illschwang
17. Katzwang
18. Kornburg
19. Kürmreut
20. Lauterhofen
21. Leinburg
22. Mögeldorf
23. Neukirchen
24. Offenhausen
25. Ottensoß
26. Pfaffenhofen
27. Pommelsbrunn
28. Rasch
29. Röttenbach
30. Schönberg
31. Schwarzenlohe
32. Traunfeld
33. Vorra
34. Wendelstein

### 2011
2011 wurde das bisherige aus fünf Pfarreien bestehende Dekanat aufgelöst und dem Dekanat Nürnberg-Süd zugeschlagen. Es hatte zum Schluss 14.746 Katholiken.

## Dekanat Beilngries
Das Dekanat wurde erstmals 1840 errichtet.

### 1840
Die Pfarreien gehörten zu den Landgerichten Beilngries und Kipfenberg
1. Plankstetten[5]
2. Kefenhüll, Kuratie[5]
3. Beilngries[5]
4. Töging[5]
5. Paulushofen[5]
6. Kottingwörd[5]
7. Haunstetten[6]
8. Kirchanhausen[6]
9. Irfersdorf[6]
10. Irlahüll, Kuratie[6]

### 1940
1940 existierte ein Dekanat Beilngries.

### 1950
1. Beilngries
2. Haunstetten
3. Irfersdorf
4. Kevenhüll
5. Kirchanhausen
6. Kirchbuch
7. Kottingwörth
8. Paulushofen
9. Plankstetten
10. Töging[2]

### 2011
2011 wurde das bisherige aus 21 Pfarreien bestehende Dekanat aufgelöst und dem Dekant Eichstätt zugeschlagen. Es hatte zum Schluss 16.983 Katholiken.

## Dekanat Berching

### 16. Jahrhundert
1. Beilngries
2. Berching
3. Bitz
4. Bömfeld
5. Breiteneck
6. Breitenbrunn
7. Bühlkirchen
8. Dietfurt
9. Dörndorf
10. Enkering
11. Eutenhofen
12. Gelbelsee
13. Gimpertshausen
14. Gresdorf
15. Gungolting
16. Hainsberg
17. Haunstetten
18. Hofstetten
19. Holnstein
20. Ilbling
21. Irfersdorf
22. Kefenhüll
23. Kemnaten
24. Kinding
25. Kipfenberg
26. Kirchanhausen
27. Kirchbuch
28. Kottingwörd
29. Oning
30. Ottmaring
31. Pfahldorf
32. Plankstetten
33. Pollanden
34. Raitenbuch
35. Rumburg
36. Schelldorf
37. Schnufenhofen
38. Simbach
39. Stadtdorf
40. Staufersbuch
41. Thann
42. Thannbrunn
43. Töging
44. Waldkirchen
45. Walting
46. Wissing

### 1835
1. (Groß-)Alfalterbach[5]
2. Batzhausen[7]
3. Beilngries[5]
4. Berching[5]
5. Breitenbrunn[8]
6. Darshofen[7]
7. Daßwang[7]
8. Dietfurt[9]
9. Eichenhofen[7]
10. Eutenhofen[9]
11. Gimpertshausen[9]
12. Hainsberg[9]
13. Hermannsdorf[7]
14. Holnstein[5]
15. Kefenhüll, Kuratie[5]
16. Kemnaten[8]
17. Klapfenberg[7]
18. Kottingwörd[5]
19. Lutzmannstein[7]
20. Oberweiling[7]
21. Oning, Kuratie[5]
22. Paulushofen[5]
23. Plankstetten[5]
24. Pollanden
25. Stadtdorf[9]
26. Staufersbuch
27. Töging[5]
28. Velburg[7]
29. Waldkirchen oder Petersberg mit Benifizium Ittelhofen[5]
30. Waltersberg
31. Wissing[5]

### 1840
Alle Pfarreien gehörten Landgericht Beilngries
1. Alfalterbach[5]
2. Waltersberg[5]
3. Forchheim[5]
4. Weidenwang[5]
5. Burggriesbach[5]
6. Pollanden[5]
7. Waldkirchen[5]
8. Wissing[5]
9. Obermäßing[5]
10. Berching[5]
11. Holnstein[5]
12. Staufersbuch[5]
13. Oening, Kuratie[5]

### 1940
1940 existierte ein Dekanat Berching.

### 1950
1. Berching
2. Burggriesbach
3. Forchheim
4. Holnstein
5. Obermässing
6. Öning
7. Pollanten
8. Staufersbuch
9. Waldkirchen
10. Waltersberg mit Expositur Thann
11. Weidenwang

### 2011
2011 wurde das bisherige aus 16 Pfarreien bestehende Dekanat aufgelöst und dem Dekanat Neumarkt in der Oberpfalz zugeschlagen. Es hatte zum Schluss 14.320 Katholiken.

## Dekanat Bergen
Das Dekanat wurde 1840 erstmals errichtet.

### 1840
Die Pfarreien gehörten zu den Landgerichten Neuburg und Monheim
1. Bergen[10]
2. Bergheim[10]
3. Joshofen[10]
4. Unterstall[10]
5. Ammerfeld[11]
6. Einsfeld[11]
7. Emstein[11]
8. Rohrbach[11]

## Dekanat Dietfurt
Dieses Dekanat wurde 1840 erstmals errichtet.

### 1840
Die Pfarreien gehörten zu den Landgerichten Riedenburg, Hemau und Parsberg
1. Dietfurt[9]
2. Eutenhofen[9]
3. Gimpertshausen[9]
4. Hainsberg[9]
5. Stadtdorf[9]
6. Breitenbrunn[9]
7. Kemnaten[8]
8. Darshofen[7]
9. Daßwang[7]
10. Eichenhofen[7]

### 1940
1940 existierte ein Dekanat Dietfurt.

## Dekanat Eichstätt
Das Dekanat Eichstätt wurde erstmals 1840 errichtet. Das namensgebende Eichstätt ist aber nicht Teil des Dekanates.

### 1840
Alle Pfarrei gehörten zum Landgericht Eichstätt
1. Rupertsbuch[1]
2. Pollenfeld[1]
3. Preith[1]
4. Schönfeld[1]
5. Obereichstätt[1]
6. Mörnsheim[1]
7. Dolnstein[1]
8. Pietenfeld[1]
9. Ochsenfeld[1]
10. Möckenlohe[1]
11. Meilenhofen[1]
12. Buchsheim[1]
13. Egweil[1]
14. Nassenfels[1]
15. Wachenzell[1]

### 1940
1940 existierte ein Dekanat Eichstätt Land.

### 1950
1. Dollnstein
2. Erkertshofen
3. Mörnsheim
4. Obereichstätt mit Expositur Schernfeld
5. Ochsenfeld
6. Pietenfeld mit Expositur Landershofen
7. Pollenfeld
8. Preith
9. Rupertsbuch
10. Schönfeld
11. Wachenzell[2]

### 2011
2011 wurde das bisherige aus 31 Pfarreien bestehende Dekanat aufgelöst und ihm wurden die Dekanate Gaimersheim und Beilngries zugeschlagen. Es hatte vor der Dekanatsreform 28.315 Katholiken.

## Dekanat Ellingen
Das Dekanat wurde 1840 erstmals errichtet.

### 1840
Die Pfarreien gehörten zur Herrschaftsgericht Ellingen, Festg. Command. und L. Weißenburg, zum Landgericht Greding und Heidenheim
1. Sankt Veit[12]
2. Stopfenheim[12]
3. Ellingen[12]
4. Wülzburg, Kuratie[13]
5. Pfraunfeld[14]
6. Raitenbuch[14]
7. Treuchtlingen[15]

### 1940
1940 existierte ein Dekanat Ellingen.

### 1950
1. Praunfeld
2. Raitenbuch mit Expositur Biburg[2]

## Dekanat Gaimersheim

### 1950
1. Eitensheim
2. Hitzhofen
3. Wettstetten[2]

### 2011
2011 wurde das bisherige aus neun Pfarreien bestehende Dekanat aufgelöst und dem Dekant Eichstätt zugeschlagen. Es hatte zum Schluss 21.539 Katholiken.

## Dekanat Greding
Das Gredinger Dekanat existierte im 16. Jahrhundert nicht.

### 1835
1. Altdorf[14]
2. Burggriesbach[5]
3. Emsing[14]
4. Erkertshofen[14]
5. Forchheim
6. Freystadt[16]
7. Greding[14]
8. Großhebing[14]
9. Heimbach[6]
10. Kaldorf[14]
11. Morsbach[14]
12. Obermäßing
13. Pfraunfeld[14]
14. Pollenfeld[1]
15. Preith[1]
16. Raitenbuch[14]
17. Rupertsbuch
18. Sondersfeld, Curat[16]
19. Thanhausen
20. Titting[14]
21. Untermäßing
22. Wachenzell[1]
23. Weidenwang mit dem Benefizium in Erasbach[5]

### 1840
Die Pfarreien gehörten zum Landgericht Greding, Kipfenberg und Beilngries
1. Großhöbing[14]
2. Greding[14]
3. Morsbach[14]
4. Titting[14]
5. Emsing[14]
6. Erkertshofen[14]
7. Altdorf[14]
8. Kaldorf[14]
9. Heimbach[6]
10. Kinding[6]
11. Enkering[6]
12. Pfahldorf[6]
13. Untermäßing[5]

### 1940
1940 existierte ein Dekanat Greding.

### 1950
1. Altdorf
2. Emsing
3. Enkering
4. Greding
5. Großhöbing
6. Heimbach
7. Kaldorf
8. Kinding
9. Morsbach
10. Röckenhofen, seit 1922 eigene Pfarrei
11. Titting
12. Untermässing[2]

## Dekanat Gunzenhausen
Dieses existierte nur im 16. Jahrhundert, da diese Gebiete evangelisch wurden.
1. Aha
2. Absberg
3. Alesheim
4. Auernheim
5. Berolzheim
6. Dittenheim
7. Döckingen
8. Dornhausen
9. Gundelsheim
10. Gunzenhausen
11. Hechlingen
12. Heidenheim
13. Kurzenaltheim
14. Laubenzedel
15. Meinheim
16. Pflaumfeld
17. Pfofeld
18. Sammenheim
19. Sausenhofen
20. Thanhausen
21. Theilenhofen
22. Trommetsheim
23. Unterasbach
24. Wachstein
25. Windsfeld

## Dekanat Herrieden

### 2011
Das 2011 aus 22 Pfarreien bestehende Dekanat blieb bestehen und hatte damals 27.656 Katholiken.

## Dekanat Hilpoltstein (Stein)
16. Jahrhundert
1. Abertshausen
2. Alfershausen
3. Allersberg
4. Altdorf
5. Bachhausen
6. Bavelsbach
7. Bechthal
8. Burggriesbach
9. Döllwang
10. Ebenried
11. Eckersmühlen
12. Emsing
13. Erasbach
14. Erkertshofen
15. Erlingshofen
16. Eysölden
17. Forchheim
18. Freystadt
19. Göckelsbuch
20. Greding
21. Hausen
22. Häusern
23. (Groß-) Hebing
24. Heideck
25. Heimbach
26. Heuberg
27. Hilpoltstein
28. Hofstetten
29. Jahrsdorf
30. Kaldorf
31. Kerkhofen
32. Laibstatt
33. Landershofen
34. Liebenstatt
35. Morsbach
36. Möckenhausen
37. Möning
38. Mörsdorf
39. Nieder oder Untermäßing
40. Obermäßing
41. Oberndorf
42. Offenbau
43. Ohlangen
44. Polenfeld
45. Pyrbaum
46. Rocksdorf
47. Rohr
48. Schwimmbach
49. Seligenporten
50. Sornhüll
51. Sulzbürg
52. Sulzkirchen
53. Tauernfeld
54. Thalmäßing
55. Thanhausen
56. Titting
57. Wachenzell
58. Wappersdorf
59. Wattenberg
60. Weidenwang
61. Weinsfeld
62. Zell

### 1835
1. Allersberg[17]
2. Ellingen[12]
3. Fiegenstall[17]
4. Heideck[17]
5. Hilpoltstein[17]
6. Jahrsdorf mit Expositur in Weinsfeld[17]
7. Laibstatt[17]
8. Liebenstatt[17]
9. Möckenhausen[17]
10. Mörsdorf und Ebenried[17]
11. Pleinfeld[18]
12. Röttenbach[17]
13. Stirn[18]
14. Stopfenheim[12]
15. Sankt Veit[12]
16. Walting bei Heideck[17]
17. Wülzburg Kurat[19]
18. Zell mit Expositur Abertshausen[17]

### 1840
Alle Pfarreien gehörten zum Landgericht Hilpoltstein.
1. Allersberg[17]
2. Fiegenstall[17]
3. Heideck[17]
4. Hilpoltstein[17]
5. Jahrsdorf[17]
6. Laibstatt[17]
7. Liebenstatt[17]
8. Möckenhausen[17]
9. Mörsdorf[17]
10. Röttenbach[17]
11. Walting[17]
12. Zell[17]

### 1940
1940 existierte ein Dekanat Hilpoltstein.

### 2011
2011 wurde das bisherige aus 16 Pfarreien bestehende Dekanat aufgelöst und dem Dekant Roth-Schwabach zugeschlagen. Es hatte zum Schluss 22.786 Katholiken.

## Dekanat Ingolstadt

### 16. Jahrhundert
1. Adelslohe
2. Bergen
3. Bergheim
4. Buchsheim
5. Dolnstein
6. Egweil
7. Eitensheim
8. Gaimersheim
9. Gerolfing
10. Hitzhofen
11. Ingolstadt
12. Ittstetten
13. Joshofen
14. Lenting
15. Lippertshofen
16. Mailing
17. Meilenhofen
18. Mosbrunn
19. Möckenlohe
20. Mühlhausen
21. Nassenfels
22. Niederhaunstatt
23. Obereichstätt
24. Oberhaunstatt
25. Ochsenfeld
26. Ötting
27. Pettenhofen
28. Unterstall
29. Weißkirchen
30. Wettstetten

### 1835
1. Bergen[20]
2. Bergheim[20]
3. Buchsheim[1]
4. Dolnstein[1]
5. Egweil[1]
6. Eitensheim[21]
7. Gaimersheim[21]
8. Gerolfing[21]
9. Hitzhofen[1]
10. Ingolstadt St. Moritz[21]
11. Ingolstadt U. L. Fr.[21]
12. Joshofen[20]
13. Lenting[21]
14. Mailing[21]
15. Meilenhofen[1]
16. Möckenlohe[1]
17. Mühlhausen[21]
18. Nassenfels[1]
19. Obereichstätt[1]
20. Oberhaunstatt[21]
21. Ochsenfeld[1]
22. Ötting[21]
23. Pettenhofen[21]
24. Untern Herrn oder Klein Salvator[21]
25. Unterstall[20]
26. Wettstetten[21]

### 1840
Die Pfarreien gehörten alle zum Landgericht Ingolstadt.
1. Eitensheim[21]
2. Gaimersheim[21]
3. Gerolfing[21]
4. Ingolstadt Unterstadt[21]
5. Ingolstadt Oberstadt[21]
6. Lenting[21]
7. Mailing[21]
8. Mühlhausen[21]
9. Oberhaunstatt[21]
10. Detting[21]
11. Pettenhofen[21]
12. Unsern Herrn[21]
13. Wettstetten[21]

### 1940
1940 existierte ein Dekanat Ingolstadt.

### 2011
Bei der Dekanatsreform 2011 wurde das aus 18 Pfarreien bestehende Dekanat nicht aufgelöst und hatte damals 60.032 Katholiken.

## Dekanat Kastel/Kastl
Dieses Dekanat wurde 1840 erstmals errichtet.

### 1840
Die Pfarreien gehörten zu den Landgerichten Kastel, Sulzbach und Hersbruck.
1. Berg[22]
2. Gnadenberg[22]
3. Hausheim[22]
4. Kastel[22]
5. Lauterhofen[22]
6. Litzlohe[22]
7. Sindelbach[22]
8. Stddelsberg[22]
9. Traunfeld[22]
10. Illschwang[23]
11. Königstein[23]
12. Neukirchen[23]
13. Heldmannsberg (Fürnried)[24]

### 1940
1940 existierte ein Dekanat Kastl.

### 2011
2011 wurde das bisherige aus zehn Pfarreien bestehende Dekanat aufgelöst und dem Dekant Habsberg zugeschlagen. Es hatte zum Schluss 11.795 Katholiken.

## Dekanat Kipfenberg
Das Dekanat existierte im 16. Jahrhundert nicht.

### 1835
1. Bömfeld[6]
2. Denkendorf[6]
3. Dörndorf[5]
4. Enkering[6]
5. Gelbelsee[6]
6. Gungolting[6]
7. Haunstetten[6]
8. Hofstetten[6]
9. Irfersdorf[6]
10. Irlahüll Curat.[6]
11. Kinding[6]
12. Kipfenberg[6]
13. Kirchanhausen[6]
14. Kirchbuch[5]
15. Pfahldorf[6]
16. Schambach[6]
17. Schelldorf[6]
18. Walting a. d. Altmühl[6]

### 1840
Die Pfarreien gehörten zu den Landgerichten Kipfenberg, Beilngries und Eichstätt.
1. Kipfenberg[6]
2. Gelbelsee[6]
3. Gungolding[6]
4. Denkendorf[6]
5. Schambach[6]
6. Schelldorf[6]
7. Hofstetten[6]
8. Bömfeld[6]
9. Walting a. d. Altmühl[6]
10. Kirchbuch[5]
11. Dörndorf[5]
12. Hitzhofen[1]

### 1940
1940 existierte ein Dekanat Kipfenberg.

### 1950
1. Böhmfeld
2. Denkendorf
3. Dörndorf
4. Gelbelsee
5. Gungolding
6. Hofstetten
7. Irlahüll
8. Kipfenberg
9. Pfahldorf
10. Schambach
11. Schelldorf
12. Walting
13. Zandt[2]

## Dekanat Monheim

### 16. Jahrhundert
1. Amerbach
2. Amerfeld
3. Beyerfeld
4. Biswang
5. Buchdorf
6. Büttelbrunn
7. Dietfurt
8. Einsfeld
9. Flotzheim
10. Fünfstetten
11. Goßheim
12. Gundelsheim
13. Hagau
14. Huisheim
15. Langenaltheim
16. Monheim
17. Möhrn
18. Mörnsheim
19. Mündling
20. Niederpappenheim
21. Otting
22. Rehlingen
23. Rohrbach
24. Rögling
25. Schönfeld
26. Solenhofen
27. Sulzdorf
28. Tagmersheim
29. Weilheim
30. Wemding
31. Wittesheim
32. Wolferstatt

### 1835
1. Ammerbach[25]
2. Beyerfeld[26]
3. Buchdorf[26]
4. Einsfeld[25]
5. Emstein[25]
6. Flotzheim[25]
7. Fünfstetten[27]
8. Goßheim[27]
9. Gundelsheim[25]
10. Hainsfarth[28]
11. Huisheim[27]
12. Megesheim[15][28]
13. Monheim[25]
14. Möhrn[25]
15. Mörnsheim mit Benifizium in Altendorf
16. Mündling[26]
17. Otting[27]
18. Rohrbach[25]
19. Rögling[25]
20. Schönfeld
21. Sulzdorf[26]
22. Tagmersheim[25]
23. Treuchtlingen[15]
24. Weilheim[25]
25. Wemding[27]
26. Wittesheim[25]
27. Wolferstatt[27]

### 1840
Die Pfarreien gehörten zu den Landgerichten Monheim und Donauwörth.
1. Flotzheim[11]
2. Gundelsheim[11]
3. Monheim[11]
4. Möhrn[11]
5. Rögling[11]
6. Tagmersheim[11]
7. Weilheim[11]
8. Weittesheim[11]
9. Beyerfeld[29]
10. Buchdorf[29]
11. Mündling[29]
12. Sulzdorf[29]

### 1940
1940 existierte ein Dekanat Monheim.

## Dekanat Nassenfels

### 1940
1940 existierte ein Dekanat Nassenfels.

### 1950
1. Buxheim
2. Egweil
3. Meilenhofen
4. Möckenlohe
5. Nassenfels[2]

## Dekanat Neumarkt

### 16. Jahrhundert
1. Alfalterbach
2. Batzhausen
3. Berg
4. Berngau
5. Darshofen
6. Daßwang
7. Deining
8. Dietkirchen
9. Eichenhofen
10. Gnadenberg
11. Günching
12. Hagenhausen
13. Hausheim
14. Helfenberg
15. Heng
16. Hermannsdorf
17. Klapfenberg
18. Krappenhofen
19. Laber
20. Lengenfeld
21. Litzlohe
22. Loterbach
23. Lutzmannstein
24. Meilenhofen
25. Neumarkt
26. Pelchenhofen
27. Pilsach
28. Pölling
29. Rohrenstatt
30. Rutmannshofen
31. Siegenhofen
32. Sindelbach
33. Stöckelsberg
34. Trautmannshofen
35. Velburg
36. Waltersberg
37. Weiling
38. Wiesenacker
39. Woffenbach
40. Wolfstein

### 1835
1. Berg[22]
2. Berngau[16]
3. Dietkirchen[22]
4. Döllwang[16]
5. Gnadenberg und Eismannsberg[22]
6. Günching[7]
7. Hausheim[22]
8. Hermannsdorf und Fürnried[7]
9. Illschwang[30]
10. Kastel[22]
11. Königstein (mit Edelsfelden, Eschenfelden und Kurmreuth)[30]
12. Lauterhofen[22]
13. Lengenfeld[7]
14. Litzlohe[22]
15. Möning[16]
16. Neunkirchen und Etzelwang[30]
17. Neumarkt[16]
18. Pelchenhofen[16]
19. Pölling[16]
20. Pyrbaum[16]
21. Seligenporten[16]
22. Sindelbach[22]
23. Stöckelsberg[22]
24. Sulzbürg[16]
25. Traunfeld[22]
26. Wiesenacker mit Wallfahrt Habsberg[7]

### 1840
Alle Pfarreien gehörten zum Landgericht Neumarkt.
1. Berngau[16]
2. Deining[16]
3. Döllwang[16]
4. Freystadt[16]
5. Möning[16]
6. Neumarkt[16]
7. Pelchenhofen[16]
8. Pölling[16]
9. Pyrbaum[16]
10. Seligenporten[16]
11. Sondersfeld[16]
12. Sulzbürg[16]
13. Thannhausen[16]

### 1940
1940 existierte ein Dekanat Neumarkt Stadt und ein Dekant Neumarkt Land.

### 2011
2011 wurde das bisherige aus 30 Pfarreien bestehende Dekanat aufgelöst und ihm wurde die Dekanat Berching zugeschlagen. Es hatte zum Schluss 55.521 Katholiken.

## Dekanat Nürnberg-Süd

### 2011
2011 wurde das bisherige aus 17 Pfarreien bestehende Dekanat aufgelöst und ihm wurde das Dekanat Altdorf zugeschlagen. Es hatte zum Schluss 46.135 Katholiken.

## Dekanat Ober- oder Stadt-Eschenbach
Dieses Dekanat existierte im 16. Jahrhundert.

### 1835
1. Abenberg
2. Altenmuhr
3. Aurach
4. Burgoberbach
5. Büchenbach
6. Elbersroth
7. Fünfbrunn
8. Georgensgmünd
9. Gräfensteinberg
10. Hagsbrunn
11. Haundorf
12. Herrieden
13. Kalbensteinberg
14. Leerstetten
15. Marienburg
16. Merkendorf
17. Mitteleschenbach
18. Neuenmuhr
19. Neunstetten
20. Obereschenbach
21. Ornbau
22. Petersgmünd
23. Rauenzell
24. Rednitzhembach
25. Rittersbach
26. Rohr
27. Roth
28. Schwabach
29. Schwand
30. Sindersdorf
31. Spalt
32. Stirn
33. Than bey Herrieden
34. Theilnberg
35. Veitsaurach
36. Wallesau
37. Wassermungenau
38. Weidenbach
39. Weinberg
40. Weißenbrunn
41. Windsbach

## Dekanat Ornbau
Das Dekant Ornbau existierte im 16. Jahrhundert nicht.

### 1835
1. Abenberg[18]
2. Absberg[31]
3. Arberg[32]
4. (Groß-)Aurach[32]
5. Burgoberbach[32]
6. Elbersroth[33]
7. Gnotzheim mit dem Benefizium in Spielberg[15]
8. Großenried[32]
9. Herrieden[32]
10. Kronheim[31]
11. (Groß-)Lellenfeld[34]
12. Lichtenau Curat.[35]
13. Mitteleschenbach[35]
14. Mörsach[32]
15. Neunstetten[32]
16. Obererlbach[31]
17. Ober- oder Stadt Eschenbach[35]
18. Ornbau[32]
19. Rauenzell[32]
20. Spalt[18]
21. Theilnberg[18]
22. Veitsaurach[35]
23. Weinberg[33]
24. Weingarten[18]

### 1840
Die Pfarreien gehörten zu den Landgerichten Herrieden, Wassertrüdingen, Feuchtwangen, Gunzenhausen und Heidenheim.
1. Weinberg[36]
2. Elbersroth[36]
3. Neunstetten[32]
4. (Groß-) Aurach[32]
5. Herrieden[32]
6. Burgoberbach[32]
7. Rauenzell[32]
8. Großenried[32]
9. Ornbau[32]
10. (Groß-) Arberg[32]
11. Mörsach[32]
12. Großlellenfeld[34]
13. Kronheim[31]
14. Gnotzheim[15]

### 1940
1940 existierte ein Dekanat Ornbau.

## Dekanat Schwabach

### 1940
1940 existierte ein Dekanat Schwabach.

### 2011
2011 wurde das bisherige aus 13 Pfarreien bestehende Dekanat aufgelöst und dem Dekanat Roth-Schwabach zugeschlagen. Es hatte zum Schluss 41.512 Katholiken.

## Dekanat Spalt
Dieses Dekanat wurde 1840 erstmals errichtet.

### 1840
Die Pfarreien gehörten zum Eingn. Commiss. u. L. Heilsbrunn, den Landgerichten Pleinfeld, Gunzenhausen, Schwabach und Heilsbrunn.
1. Lichtenau, Kuratie[37]
2. Veitsaurach[35]
3. Obereschenbach[35]
4. Mitteleschenbach[35]
5. Schwabach, Kuratie[38]
6. Abenberg[18]
7. Teilnberg[18]
8. Spalt[18]
9. Weingarten[18]
10. Stirn[18]
11. Pleinfeld[18]
12. Obererlbach[31]
13. Absberg[31]

### 1940
1940 existierte ein Dekanat Spalt.

## Dekanat Velburg
Das Dekanat Velburg wurde 1840 erstmals errichtet.

### 1840
Die Pfarreien gehörten zu den Landgerichten Parsberg und Kastel
1. Batzhausen[7]
2. Günching[7]
3. Hermannsdorf[7]
4. Klapfenberg[7]
5. Lengenfeld[7]
6. Lutzmannstein[7]
7. Oberweiling[7]
8. Velburg[7]
9. Wiesenacker[7]
10. Dietkirchen[24]

### 1940
1940 existierte ein Dekanat Velburg.

### 2011
2011 wurde das bisherige aus 15 Pfarreien bestehende Dekanat aufgelöst und dem Dekanat Habsberg zugeschlagen. Es hatte zum Schluss 11.521 Katholiken.

## Dekanat Wassertrüdingen
Dieses Dekanat existierte nur im 16. Jahrhundert.
1. Altentrüdingen
2. Arberg
3. Auhausen (Wörniz-Anhausen)
4. Beyerberg
5. Burk
6. Dambach
7. Ehingen
8. Forndorf
9. Geilsheim
10. Gnotzheim
11. Hainsfart
12. Hüßingen
13. Königshofen
14. Kronheim
15. Lellenfeld
16. Lentersheim
17. Megesheim
18. Mögersheim
19. Mörsach
20. Ostheim
21. Polsingen
22. Röckingen
23. Schwörsheim
24. Spielberg
25. Steinhard
26. Stetten
27. Trendel
28. Unterschwaningen
29. Ursheim
30. Wald
31. Wassertrüdingen
32. Westheim
33. Wieset

## Dekanat Weißenburg
Dieses Dekanat existierte nur im 16. Jahrhundert.
1. Bergen
2. Bubenheim
3. Dettenheim
4. Ellingen
5. Emetzheim
6. Ettenstatt
7. Fügenstall
8. Gereut
9. Geyern
10. Graben
11. Hausen (Weiboltshausen)
12. Höttingen
13. Hürlbach
14. Katzenhohenstatt
15. Nensling
16. Oberndorf
17. Pappenheim
18. Pfraunfeld
19. Pleinfeld
20. Raitenbuch
21. Rötenbach
22. Salach
23. Schambach
24. Stopfenheim
25. Suffersheim
26. Thalmannsfeld
27. Treuchtling
28. Veitserlbach
29. Walting
30. Weimersheim
31. Weißenburg
32. Wettelsheim

### 2011
2011 wurde das bisherige aus 18 Pfarreien bestehende Dekanat aufgelöst und dem Dekanat Weißenburg-Wemding zugeschlagen. Es hatte zum Schluss 26.578 Katholiken.

## Dekanat Wemding
Dieses Dekanat wurde 1840 errichtet.

### 1840
Die Pfarreien gehörten zu den Landgericht Wemding und Herrschaftsgericht Oettingen.
1. Fünfstetten[27]
2. Goßheim[27]
3. Huisheim[27]
4. Otting[27]
5. Wemding Stadtpfarrei[27]
6. Wemding Spitalpfarrei[27]
7. Heinsfarth[39]
8. Megesheim[39]

### 1940
1940 existierte ein Dekanat Wemding.

### 2011
2011 wurde das bisherige aus 23 Pfarreien bestehende Dekanat aufgelöst und dem Dekanat Weißenburg-Wemding zugeschlagen. Es hatte zum Schluss 19.223 Katholiken.